# Hyaluronidase
Les hyaluronidases sont des hydrolases qui dégradent les acides hyaluroniques.
En catalysant l'hydrolyse des acides hyaluroniques, constituants majeurs de la matrice extracellulaire, ces enzymes abaissent leur viscosité et donc augmentent la perméabilité des tissus. Elles sont ainsi utilisées en médecine en association avec d'autres médicaments pour accélérer leur dispersion dans l'organisme. On les utilise par exemple en chirurgie oculaire en combinaison avec des anesthésiques locaux.
Exemple de l'activité hyaluronidase : la protéine PH-20 (située sur la membrane plasmique des spermatozoïdes) possède une activité hyaluronidase, ce qui lui permet de dégrader la matrice extracellulaire de la corona radiata (d'un follicule), riche en acide hyaluronique.
Il existe six isoformes d’hyaluronidases : les hyaluronidases 1, 2, 3 et 4, le PH-20 et le HYALP1.